# Японско нахлуване в Индокитай
Японското нахлуване в Индокитай е кратка необявена военна конфронтация между Японската империя и Френската държава в северен Индокитай. Боевете продължават от 22 до 26 септември 1940 г. едновременно с Втората китайско-японска война.
Основната цел на японците е да попречат на Република Китай да внася оръжия и гориво през Френски Индокитай по жп линията Кунмин – Хайфонг. Макар да е постигнато споразумение между правителствата на Франция и Япония преди започването на военните действия, властите се оказват неспособни да контролират събитията на земята в продължение на няколко дни, преди войските да спрат. Според предишното споразумение, на Япония е позволено да окупира Тонкин в северната част на Индокитай и практически да блокира Китай.

## Контекст
В началото на 1940 г. войските на Императорската армия на Япония се придвижват, за да превземат южните части на Гуанси, където източното разклонение на линията Кунмин – Хайфонг достига границата между Китай и Индокитай. Те също се опитват да се насочат на запад, за да откъснат линията до Кунмин. Железницата от Индокитай е последната сигурна наземна връзка на Китай с външния свят.
През май 1940 г. Германия напада Франция. На 22 юни Франция подписва примирие с Германия. На 10 юли правителството на Франция гласува пълни права на маршал Филип Петен, с което Третата френска република спира да съществува на практика. Въпреки че голяма част от Франция е окупирана от Германия, френските колонии зад граница остават под контрола на правителството на Петен във Виши.

## Преговори
На 19 юни Япония се възползва от поражението на Франция и неизбежното примирие, за да постави на генерал-губернатора на Индокитай, Жорж Катру, ултиматум, изискващ затварянето на всички пътища за доставка към Китай и допускането на 40-членен японските инспекционен екип под ръководството на генерал Исаку Нишихара.
Французите и американците осъзнават естеството на японската „молба“ чрез разузнаването си, тъй като японците информират немския си съюзник. Катру първоначално отговаря като предупреждава японците, че техните неуточнени „други мерки“ биха били нарушение на суверенитета. Той отказва да бъде покорен от японците, но с разузнавателни доклади за японски сухопътни и военноморски части в опасна близост, правителството на Франция не е подготвено за продължителна отбрана на колонията си. При тези обстоятелства Катру отстъпва пред японския ултиматум на 20 юни. Преди края на юни последният влак, превозващ амуниции, преминава границата към Кунмин.
След това унижение, Катру незабавно е сменен като генерал-губернатор с адмирал Жан Деку. Катру, обаче, не се връща във Франция, а в Лондон.
На 22 юни, докато Катру все още е на власт, японците отправят второ изискване: права за морско базиране при Гуанчжоуван и пълно затваряне на китайската граница до 7 юли. Исаку Нишихара, който води „инспекционния екип“, чиято цел е неизвестна дори за самите японци, пристига в Ханой на 29 юни. На 3 юли той отправя трето изискване: въздушни бази и право на транзит за японски войски през Индокитай. Тези изисквания са насочвани към Франция.
Новият губернатор, Деку, който пристига в Индокитай през юли, призовава правителството да отхвърли исканията. Въпреки че вярва, че Индокитай не може да се справи срещу японско нахлуване, Деку вярва, че е достатъчно силен да разубеди Япония от идеята си за нахлуване. Във Вишистка Франция е решено да се оказва съпротива. Вече е договорено САЩ да предостави самолети, а французите разполагат с войски в Джибути, които могат да се преместят в Индокитай при нужда. В Индокитай Деку разполага с 32 000 редовни войници плюс 17 000 спомагателни войници, въпреки че всички те са с недостатъчно добра екипировка.
На 30 август 1940 г. японският външен министър, Йосуке Мацуока, одобрява проектопредложение на френския си колега, Пол Бодуен, според което японските войски могат да се стационират и да преминават транзитно през Индокитай само докато трае Китайско-японската война. Тогава и двете правителства инструктират военните си сили в Индокитай да пресметнат детайлите. Преговорите между върховният командващ на индокитайските войски, Морис Мартен, и генерал Нишихара започват на 3 септември в Ханой.
По време на преговорите правителството във Виши поисква от Германия да се намеси, за да укроти исканията на съюзника си. Немците не правят нищо. Деку и Мартин търсят помощ от американските и британските консули в Ханой и дори се консултират с правителството на Китай относно съвместна защита срещу евентуално нападение на Япония срещу Индокитай.
На 6 септември пехотен батальон на японската 22-ра армия, базиран в Нанин, преминава индокитайската граница близо до френското укрепление при Донгданг. 22-ра армия е част от Южнокитайския фронт на Япония, чийто офицери, помнейки Мукденския инцидент от 1931 г., се опитват да накарат началниците си да приемат по-агресивна политика. След инцидента от Донгданг, Деку спира преговорите. На 18 септември Нишихара му поставя ултиматум, предупреждавайки, че японските войски ще навлязат в Индокитай, независимо от това дали Франция е съгласна към 22 часа на 22 септември. Това кара Деку да поиска намаляване на броя японски войски, които ще бъда стационирани в Индокитай. Генералният щаб на Императорската армия на Япония с подкрепата на Южнокитайския фронт изисква гарнизон от 25 000 войници в Индокитай. Нишихара с подкрепата на Императорската генерална щаб-квартира успява да намали тази бройка до 6000 към 21 септември.
Седем часа и половина преди изтичането на японския ултиматум на 22 септември, Мартен и Нишихара подписват споразумение, упълномощаващо стационирането на 6000 японски войници в Тонкин, северно от река Хонгха, да използват четирите летища в Тонкин и да преминават транзитно до 25 000 войници през Тонкин към Юннан. Още на 5 септември Южнокитайският фронт на Япония организира десантна Индокитайска експедиционна армия под командването на генерал-майор Такуми Нишимура. Тя е поддържана от корабна флотилия и самолети, намиращи се както на летища, така и на самолетоносачи. Към момента на подписване на съглашението, конвой вече чака близо до остров Хайнан, за да донесе експедиционната сила в Тонкин.

## Нахлуване
Споразумението е комуникирано с всички команди, имащи отношение, към 21 часа, час преди ултиматумът да изтече. Мартен и Нишимура се разбират първите войски да пристигнат с кораб. 22-ра армия, обаче, решава да не чака, за да се възползва от споразумението. Генерал-лейтенант Акето Накамура, командир на 5-а дивизия, изпраща колони от войски през границата близо до Донгданг около 22 часа.
При Донгданг се разменя интензивен огън, който бързо се разпространява към другите гранични пунктове през нощта. Френската позиция при гарата на Лангшон е обградена от японски бронирани части и е принудена да се предаде на 25 септември. Преди да се предадат, френски командири нареждат затварящите механизми на 155-милиметровите оръдия да се хвърлят в близката река, за да не могат японците да ги използват. Тъй като французите използват същата тактика на същото място по време на Френско-китайската война от 1884 г., японците съумяват да намерят частите на оръдията. Сред пленените формирования при Лангшон е 2-ри батальон от 5-и чуждестранен пехотен полк, което маркира вероятно първия случай на пленяване на формирование от Чуждестранния легион без бой. 2-ри батальон е съставен от 179 немски и австрийски доброволци, които японците напразно опитват да спечелят на своя страна.
На 23 септември Вишистка Франция осъжда нарушаването на споразумението от страна на Япония и армията ѝ. Сутринта на 24 септември японски самолети от самолетоносачи в Тонкинския залив нападат френски укрепени позиции по брега. Пристига френски конвой, който да преговаря, а междувременно бреговата охрана получава заповеди да отвръща на огъня в случай на опит за десант от японска страна.
На 26 септември японски войски десантират при летище Донг Так южно от Хайфонг и се придвижват към пристанището. Втори десант доставя танкове, а японски самолети бомбардират Хайфонг. Към следобеда японските сили наброяват 4500 души и няколко танка близо до Хайфонг. Към вечерта престрелките са намалели. Японците превземат летището Гиа Лам близо до Ханой, жп гарата близо до границата с Юннан при Лаокай, Бакзянг на линията между Ханой и Лангшон и стационират 900 войници в пристанището на Хайфонг и 600 в Ханой.

## Последствия
Японците изказват официално извинение за инцидента при Лангшон на 5 октомври. Градовете, окупирани от японците, са върнати на французите, а всички френски пленници са пуснати на свобода.
Окупацията на южната част на Индокитай не се случва веднага. Обаче, правителството във Виши се съгласява там да се стационират 40 000 войници. Обаче, Япония не мести веднага войски там, опасявайки се, че такъв ход би влошил отношенията между Япония и Великобритания и САЩ. Освен това, в главнокомандването на Япония цари разкол относно това какво трябва да се направи със съветската заплаха северно от Манджурия. Повратната точка настъпва след началото на германското настъпление в Съветския съюз в края на юни 1941 г. След като съветите са подчинени, главното командване на Япония решава, че удар на юг би решил проблемите със САЩ, най-вече увеличаващите се американските усилия срещу ходовете на Япония в Китай и възможността за петролно ембарго срещу Япония. За подготвянето на нахлуване в Нидерландска Индия около 140 000 японски войски се преместват в южната част на Индокитай към 28 юли 1941 г. На френските войски и администрация е позволено да останат под японски надзор. Режимът на Виши пада през 1944 г. и японците започват да се опасяват, че френските власти в Индокитай ще се опитват да подпомагат съюзническите действия в региона. За това, японски преврат във Френски Индокитай сваля от длъжност френските власти през пролетта на 1945 г.